# Johann Gorgias
Johann Gorgias (n. 1640, Brașov - d. 1684, Brașov) a fost un scriitor german (sas) din Transilvania.

## Viața
A fost înmatriculat începând din 1656 la gimnaziul din Brașov, a studiat mai apoi la Wittenberg  (și a petrecut apoi câțiva ani în Germania, când a devenit membru al societății Die Fruchtbringende Gesellschaft), iar în 1676 s-a întors la Brașov.
Cărțile lui, publicate sub pseudonimele Veriphantor, Floridan și Poliandini, au fost în vremea respectivă atât de populare încât și alți scriitori și-au publicat lucrările folosindu-se de aceste pseudonime.

## Lucrări
- Gemma Quaestionaria ex Synopsi logica adm. Rev. & Clar. Viri D. M. Martini Albrichii... excerpta, & Thesium loco in Illustri Coronensium Gymnasio exhibita... Coronae, 1679. (Disputatio II. De Prädicamentis. Disp. III. De Enunciatione. Disp. IV. De Syllogismo. Disp. V. De Doctrina Topica)
- Syllabus Distinctionum Philosophicarum usitatiorum, exemplis illustratarum, atque ordine alphabetico digestarum, in gratiam studiosae juventutis adornatus. Lipsiae. 1681.
- Poliandini Gestürzter Ehrenpreis des hochlöblichen Frauenzimmers. Schulzens Schrift: Ehrenpreis des hochlöblichen Frauenzimmers, Frankfurt, 1633. entgegengesetzt. H. n. 1660.
- Jungfreulicher Zeitvertreiber. Leipzig, 1665.
- Veriphantors Buhlende Jungfer. Leipzig, 1665.
- Gestürtzter Ehren-Preiss, Editor: Cörner, 1666
- Veriphantors Betrogener Frontalbo [1670?], 163 pagini, Ed. Heinz Rölleke. Bonn: Bouvier, 1985.